# Municipio de Boynitsa
El municipio de Boynitsa (búlgaro: Община Бойница) es un municipio búlgaro perteneciente a la provincia de Vidin.
En 2011 tiene 1341 habitantes, casi todos étnicamente búlgaros. La tercera parte de la población vive en la capital municipal Boynitsa.
Se ubica en el oeste de la provincia, en la frontera con Serbia, cerca de la ciudad de Zaječar.

## Pueblos
Se compone de ocho pueblos:
| Pueblo             | Cirílico           | Población (diciembre de 2009) |
| ------------------ | ------------------ | ----------------------------- |
| Boynitsa           | Бойница            | 595                           |
| Borilovets         | Бориловец          | 299                           |
| Gradskovski Kolibi | Градсковски колиби | 67                            |
| Kanits             | Каниц              | 15                            |
| Perilovets         | Периловец          | 91                            |
| Rabrovo            | Раброво            | 468                           |
| Shipikova Majala   | Шипикова махала    | 8                             |
| Shishentsi         | Шишенци            | 174                           |
| Total              |                    | 1717                          |